# جیجی (نمایشنامه)
آدری هپبورن در نقش جیجی

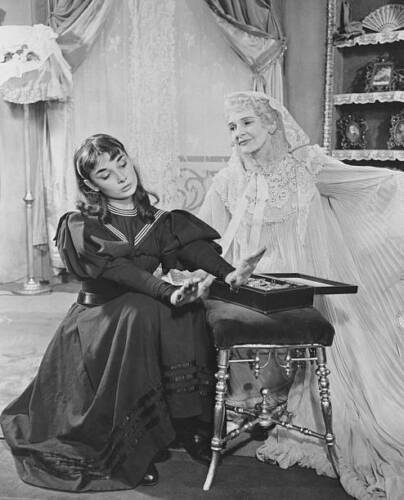
نگاره‌ای از آدری هپبورن در نقش جیجی - ۱۹۵۱

جیجی یا ژی‌ژی (به فرانسوی: Gigi)(۱۹۵۱) یک نمایشنامه محبوب است که توسط آنیتا لوس نوشته شده است. این نمایشنامه بر اساس رمان ۱۹۴۵ کولت با همین نام نوشته شده است، و در برادوی ساخته شد که در آن آدری هپبورن در نقش جیجی بازی کرد.

## داستان
طرح این نمایشنامه به طور کلی از داستان اصلی داستان پیروی می‌کند: یک دختر جوان پاریسی قرن نوزدهمی که برای حرفه روسپی درباری تعلیم می‌بیند. جیجی با مادر و مادربزرگ‌اش زندگی می‌کند و در خانه عمه‌اش تعلیم می‌بیند. دروس او شامل رفتارهای اجتماعی، مکالمه و روابط شخصی است. این خانواده ارتباطات اجتماعی قابل توجهی دارد و دوستان خوب جوان عیاش ثروتمند گاستون هست. گاستون از زندگی‌اش خسته شده و به نظر می‌رسد تنها لذت او در حضور جیجی و خانواده‌اش است. 
خاله آلیشیا تصمیم می گیرد که زمان ورود جیجی به جامعه رسیده است. پس از آراستنش، او را به عنوان یک زن جوان به گاستون معرفی می‌کند. او در ابتدا نسبت به این تفاوت بی‌میل است اما به تدریج متوجه می‌شود که جذب جیجی شده است و او را با خود به شهر می‌برد. در طی شب ، گستون پوچی زندگی خود را می‌بیند و خواستار چیز بیشتری می‌شود. گستون از جیجی خواستگاری می‌کند و او با خوشحالی می‌پذیرد. 